# M(A)DE IN JAPAN
『M(A)DE IN JAPAN』（メイド・イン・ジャパン）は、日本の歌手・浜崎あゆみの17枚目のオリジナル・アルバム。2016年6月29日にavex traxより発売。タイトルにある「M(A)DE」の「A」はロゴ表記。

## 解説
オリジナルフルアルバムとしては前作『A ONE』から約1年3か月ぶりのリリース。
「CD+DVD」「CD+Blu-ray」「CD」の3形態による発売。さらに、ファンクラブ「TeamAyu」の限定盤として「CD+2DVD」「CD+Blu-ray」2形態も発売され、2015年にファンクラブの会員限定で行ったライブ「ayumi hamasaki TA LIMITED LIVE TOUR」の東京公演の映像が追加収録または追加付属される。
リリースの約1か月半前である2016年5月11日より、音楽配信サービス「AWA」にてアルバム収録曲すべてが先行配信された。配信開始からわずか3日で100万回再生を記録し話題となった。アルバムリリースに先駆けて、定額制音楽配信サービスにて独占配信するのは史上初の試みとなる。

## 売上記録
本作は、オリコン週間アルバムランキングで2位を獲得し、女性アーティスト歴代1位となるアルバムTOP10獲得作品数記録を更新した。

## 批評
| 専門評論家によるレビュー | 専門評論家によるレビュー |
| レビュー・スコア         | レビュー・スコア         |
| 出典                     | 評価                     |
| ------------------------ | ------------------------ |
| CDジャーナル             | 肯定的                   |

CDジャーナルは、「17作目のオリジナル・アルバム。シングルなし、ボートラのglobeのカヴァー以外は新曲で固め、心の闇を描くダークでシリアスな序盤から、恋の喜びを歌う開放的な後半に至るまで、コンセプチュアルな流れがある。ロック色の濃いサウンドに乗せ、せつない思いから激情まで幅広く表現する歌は迫力満点だ。」と批評した。

## 収録曲
| 全作詞: ayumi hamasaki（#1は除く / #10、作詞: Tetsuya Komuro）。 |                                       |                                                          |                 |                                           |      |
| #                                                                | タイトル                              | 作詞                                                     | 作曲            | 編曲                                      | 時間 |
| 1.                                                               | 「tasky」                             | ayumi hamasaki （#1は除く / #10、作詞: Tetsuya Komuro ） | tasuku          | tasuku                                    | 1:59 |
| 2.                                                               | 「FLOWER」                            | ayumi hamasaki （#1は除く / #10、作詞: Tetsuya Komuro ） | Tetsuya Yukumi  | tasuku                                    | 3:43 |
| 3.                                                               | 「Mad World」                         | ayumi hamasaki （#1は除く / #10、作詞: Tetsuya Komuro ） | tasuku          | tasuku                                    | 4:23 |
| 4.                                                               | 「Breakdown」                         | ayumi hamasaki （#1は除く / #10、作詞: Tetsuya Komuro ） | Tetsuya Yukumi  | Yuta Nakano                               | 4:35 |
| 5.                                                               | 「Survivor」                          | ayumi hamasaki （#1は除く / #10、作詞: Tetsuya Komuro ） | Timothy Wellard | Yuta Nakano                               | 4:17 |
| 6.                                                               | 「You are the only one」              | ayumi hamasaki （#1は除く / #10、作詞: Tetsuya Komuro ） | Timothy Wellard | Yuta Nakano                               | 5:03 |
| 7.                                                               | 「TODAY」                             | ayumi hamasaki （#1は除く / #10、作詞: Tetsuya Komuro ） | Shun Ueno       | Atsushi Sato、Takehito Shimizu            | 5:17 |
| 8.                                                               | 「Mr.Darling」                        | ayumi hamasaki （#1は除く / #10、作詞: Tetsuya Komuro ） | Tetsuya Yukumi  | Yuta Nakano                               | 4:03 |
| 9.                                                               | 「Summer Love」                       | ayumi hamasaki （#1は除く / #10、作詞: Tetsuya Komuro ） | Mayuko Maruyama | tasuku                                    | 4:52 |
| 10.                                                              | 「Many Classic Moments」(Bonus track) | ayumi hamasaki （#1は除く / #10、作詞: Tetsuya Komuro ） | Tetsuya Komuro  | Yohanne Simon for RedOne Productions、LCC | 6:09 |
| 合計時間:                                                        | 合計時間:                             | 合計時間:                                                | 合計時間:       | 44:21                                     |      |

| #  | タイトル                      | 作詞 | 作曲・編曲 |
| -- | ----------------------------- | ---- | ---------- |
| 1. | 「 FLOWER」(video clip)       |      |            |
| 2. | 「 Mad World」(video clip)    |      |            |
| 3. | 「 Winter diary」(video clip) |      |            |
| 4. | 「FLOWER」(making clip)       |      |            |
| 5. | 「Mad World」(making clip)    |      |            |
| 6. | 「Winter diary」(making clip) |      |            |

### ファンクラブ「TeamAyu」限定盤
| 全作詞: ayumi hamasaki。 |                                                   |                |            |
| #                        | タイトル                                          | 作詞           | 作曲・編曲 |
| 1.                       | 「Sorrows」                                       | ayumi hamasaki |            |
| 2.                       | 「Startin'」                                      | ayumi hamasaki |            |
| 3.                       | 「UNITE!」                                        | ayumi hamasaki |            |
| 4.                       | 「Last minute」                                   | ayumi hamasaki |            |
| 5.                       | 「Heartplace」                                    | ayumi hamasaki |            |
| 6.                       | 「Days」                                          | ayumi hamasaki |            |
| 7.                       | 「beloved」                                       | ayumi hamasaki |            |
| 8.                       | 「Summer diary」                                  | ayumi hamasaki |            |
| 9.                       | 「HEAVEN」                                        | ayumi hamasaki |            |
| 10.                      | 「XOXO〜Lelio〜Sparkle〜Feel the love〜You & Me」 | ayumi hamasaki |            |
| 11.                      | 「Love song」                                     | ayumi hamasaki |            |
| 12.                      | 「Boys & Girls」                                  | ayumi hamasaki |            |
| 13.                      | 「The Show Must Go On」                           | ayumi hamasaki |            |
| 14.                      | 「Replace」(アンコール)                           | ayumi hamasaki |            |
| 15.                      | 「MY ALL」(Wアンコール)                           | ayumi hamasaki |            |

## 楽曲解説
1. tasky
インストゥルメンタル曲。
2. FLOWER
3. Mad World
4. Breakdown
5. Survivor
6. You are the only one
7. TODAY
アレンジャーを務めた佐藤あつし（ats-）、清水武仁は、以前HΛLのメンバーとして活動していた。
佐藤が浜崎の楽曲に参加するのは、脱退後にHΛLの梅崎俊春と参加した「Over」以来となる。
ちなみに、HΛLに代わり浜崎の楽曲の大半にアレンジャーとして参加している中野雄太も元メンバーで、梅崎、清水の3人で活動していた。
また、作曲を担当した上野シュンは浜崎の大ファンであり、2024年1月に宮崎で開催された浜崎のライブにて最前列で鑑賞していたところを発見、浜崎自身のインスタグラムストーリーズにてTODAYの感想と共に報告している。
8. Mr.Darling
9. Summer Love
作曲担当の丸山真由子も、中野、佐藤、清水と同じくHΛLの元メンバーである。
10. Many Classic Moments
ボーナス・トラック、globeのトリビュートアルバム『#globe20th -SPECIAL COVER BEST-』収録曲。

## タイアップ
※ 全て、アルバム発売後に発表された。
TODAY
「東京インテリア」CMソング
「ハウステンボス」大人旅秋篇 CMソング

## その他の収録アルバム
- TODAY
  - 『A BALLADS 2』
- Many Classic Moments
  - 『#globe20th -SPECIAL COVER BEST-』(globeのトリビュートアルバム)

## 収録ライブ映像
- tasky
  - 『ayumi hamasaki ARENA TOUR 2016 A 〜M(A)DE IN JAPAN〜』
- FLOWER
  - 『ayumi hamasaki ARENA TOUR 2016 A 〜M(A)DE IN JAPAN〜』
  - 『ayumi hamasaki Just the beginning -20- TOUR 2017 2018.2.20 Okinawa Convention Center』(TROUBLE)
  - 『ayumi hamasaki 21st anniversary -POWER of A^3-』
- Mad World
  - 『ayumi hamasaki ARENA TOUR 2016 A 〜M(A)DE IN JAPAN〜』
  - 『ayumi hamasaki PREMIUM LIMITED LIVE A 〜夏ノトラブル〜』(ayumi hamasaki BEST LIVE BOX A)
  - 『ayumi hamasaki TROUBLE TOUR 2020 A 〜サイゴノトラブル〜 FINAL』
  - 『ayumi hamasaki ARENA TOUR 2018 ～POWER of MUSIC 20th Anniversary～』(ayumi hamasaki UNRELEASED LIVE BOX A)
- Survivor
  - 『ayumi hamasaki ARENA TOUR 2016 A 〜M(A)DE IN JAPAN〜』
  - 『ayumi hamasaki COUNTDOWN LIVE 2018-2019 A -TROUBLE-』(ayumi hamasaki UNRELEASED LIVE BOX A)
- You are the only one
  - 『ayumi hamasaki ARENA TOUR 2016 A 〜M(A)DE IN JAPAN〜』
- TODAY
  - 『ayumi hamasaki ARENA TOUR 2016 A 〜M(A)DE IN JAPAN〜』
    - 『A BALLADS 2』

  - 『TA LIMITED LIVE TOUR 2016』(A BALLADS 2)
    - 『ayumi hamasaki UNRELEASED LIVE BOX A』

  - 『ayumi hamasaki MUSIC for LIFE 〜return〜』
- Summer Love
  - 『ayumi hamasaki ARENA TOUR 2016 A 〜M(A)DE IN JAPAN〜』
  - 『ayumi hamasaki 21st anniversary -POWER of A^3-』 (メドレー)
- Many Classic Moments
  - 『ayumi hamasaki COUNTDOWN LIVE 2015-2016 A 〜M(A)DE IN TOKYO〜』(ayumi hamasaki ARENA TOUR 2016 A 〜M(A)DE IN JAPAN〜)
  - 『ayumi hamasaki TROUBLE TOUR 2020 A 〜サイゴノトラブル〜 FINAL』